# Жабриця камеденосна
Жабриця камеденосна (Seseli gummiferum) — вид квіткових рослин родини окружкових (Apiaceae).

## Біоморфологічна характеристика
Це багаторічна рослина 30–100 см заввишки, тонко запушена. Стебла численні, голі, тонкоребристі. Прикореневі листки від яйцюватих до видовжено-яйцюватих, ≈ 20 × 10 см, 2 перисті, сизі, дрібно запушені. Головна парасолька 10–15 см в діаметрі, з 30–60 променями, бічні з 8–30 променями. Парасольки багатоквіткові. Пелюстки червоні чи білі, з витягнутою верхівкою. Плід довгастий, ≈ 3 × 1–1.5 мм, густо запушений.

## Поширення
Греція, Крим, Туреччина.
В Україні вид зростає на схилах та кам'янистих осипах — у гірському Криму, переважно на південному схилі Головної гряди та яйлі, а також у передгір'ях, звичайно.